# Tabanus albitibialis
Tabanus albitibialis är en tvåvingeart som beskrevs av Macquart 1838. Tabanus albitibialis ingår i släktet Tabanus och familjen bromsar.
Artens utbredningsområde är Madagaskar. Inga underarter finns listade i Catalogue of Life.